# NGC 2894
NGC 2894 este o galaxie spirală situată în constelația Leul. A fost descoperită în 23 ianuarie 1784 de către William Herschel. Se află la o distanță de 50,82 de megaparseci de Pământ.